# 대우경제연구소
대우경제연구소는 대우그룹에서 대우증권의 자회사로 설립한 싱크탱크였으나, 대우그룹 해체로 대폭 규모가 줄어들어 평범한 소규모 컨설팅 회사가 되었다. 해체되지 않고 서울 서초구 효령로에 남아있다.

## 주요 인물
- 김성진 (1931년 10월) 회장
- 안종범
- 강석훈
- 이한구 (정치인)